# Carien Kleibeuker
Carien Kleibeuker (ur. 12 marca 1978 w Heerenveen) – holenderska łyżwiarka specjalizująca się w długich dystansach, brązowa medalistka olimpijska.

## Kariera
Największy sukces w karierze Carien Kleibeuker osiągnęła w 2014 roku, kiedy zajęła trzecie miejsce na dystansie 5000 m podczas igrzysk olimpijskich w Soczi. W zawodach tych wyprzedziły ją jedynie Czeszka Martina Sáblíková oraz inna Holenderka, Ireen Wüst. Na rozgrywanych osiem lat wcześniej igrzyskach olimpijskich w Turynie na tym samym dystansie była dziesiąta. Nigdy nie zdobyła medalu mistrzostw świata, jej najlepszym wynikiem jest czwarte miejsce w biegu na 5000 m wywalczone podczas dystansowych mistrzostw świata w Nagano w 2000 roku. Walkę o medal przegrała tam ze swą rodaczką, Tonny de Jong. Wielokrotnie startowała w zawodach Pucharu Świata, jednak nigdy nie stanęła na podium. Najlepsze wyniki osiągnęła w sezonie 1999/2000, kiedy była trzynasta w klasyfikacji końcowej 3000/5000 m. Czterokrotnie zdobywała medale mistrzostw Holandii w biegu na 5000 metrów: złoty (2006), srebrny (2014) oraz dwukrotnie brązowa (2000, 2007).

## Sukcesy sportowe
| Rok  | Miasto | Zawody                           | Konkurencja    | Wynik         |
| ---- | ------ | -------------------------------- | -------------- | ------------- |
| 2000 | Nagano | Mistrzostwa świata na dystansach | bieg na 5000 m | 4. miejsce    |
| 2006 | Turyn  | Zimowe igrzyska olimpijskie      | bieg na 5000 m | 10. miejsce   |
| 2014 | Soczi  | Zimowe igrzyska olimpijskie      | bieg na 5000 m | brązowy medal |

## Rekordy życiowe
- bieg na 500 metrów – 43,43 – Calgary 15/03/2001
- bieg na 1000 metrów – 1:24,41 – Baselga di Pinè 06/02/1999
- bieg na 1500 metrów – 2:03,28 – Calgary 16/03/2001
- bieg na 3000 metrów – 4:08,00 – Heerenveen 27/12/2013
- bieg na 5000 metrów – 6:55,66 – Soczi 19/02/2014
- bieg na 10 000 metrów – 14:39,76 – Heerenveen 24/03/2006